# Doornik (Pays-Bas)
Pour l’article homonyme, voir Tournai.
Doornik est un hameau des Pays-Bas, situé dans la commune de Lingewaard, dans la province de Gueldre. Localisé dans la région de la Betuwe, il se trouve à environ deux kilomètres au nord-est de Lent et au nord de la rivière Waal. Le hameau, qui relève de la localité de Bemmel, compte environ une quinzaine d’habitants.

## Histoire

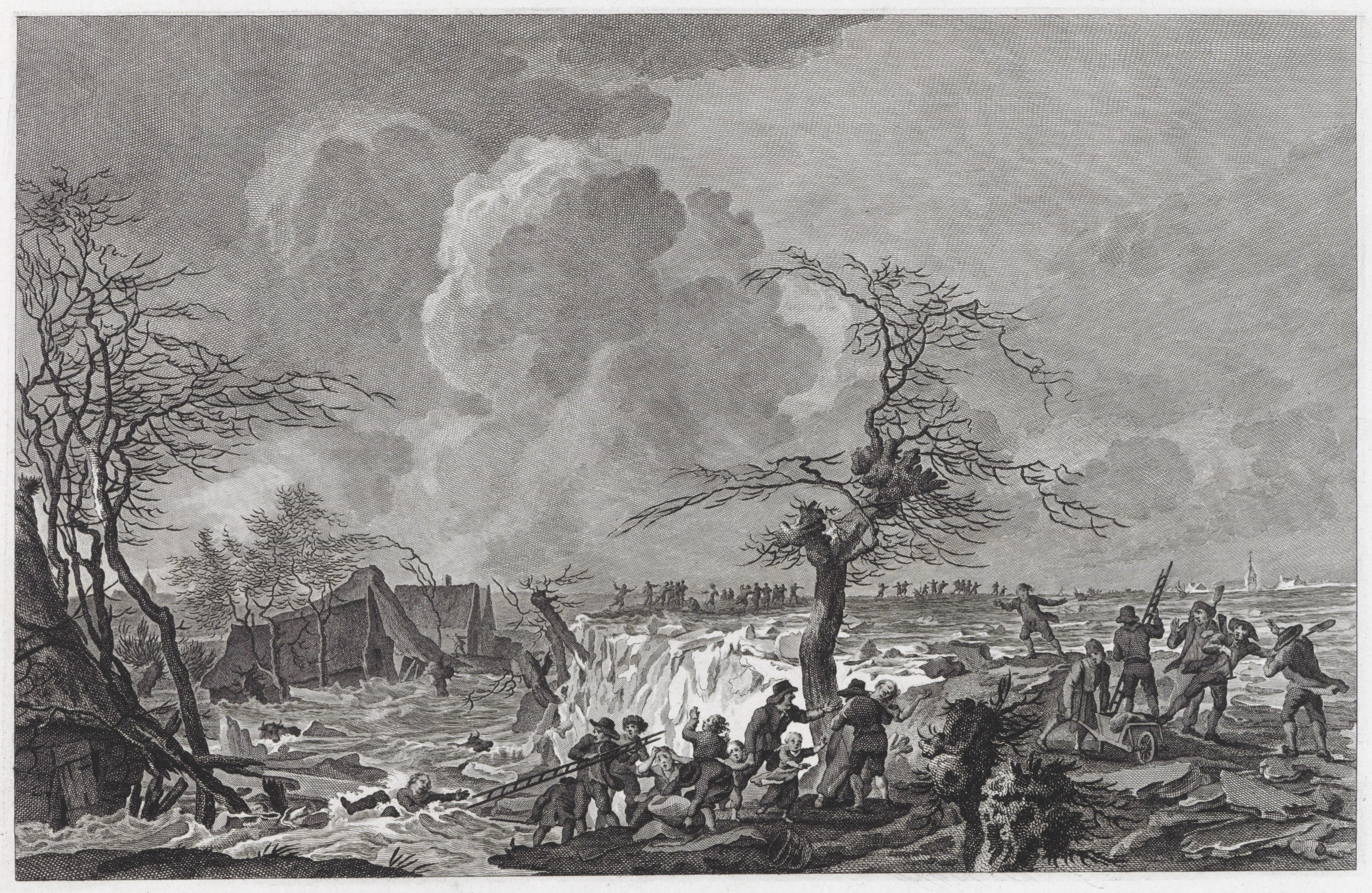
La brèche de la digue à Doornik en 1799, par Cornelis van Hardenbergh.

Doornik fut autrefois un village indépendant, également désigné sous le nom d’Oud-Doornik (Vieux-Doornik). Ce village possédait sa propre église et un château, appelé Kasteel Doornik.
Le 7 février 1799, une catastrophe naturelle provoqua une rupture de digue, entraînant la destruction totale du village. Dix-sept habitants perdirent la vie, tandis que les dix-huit maisons ainsi que l’église furent emportées. Après cet événement, Doornik ne fut jamais entièrement reconstruit. Le château, détruit par un incendie en 1823, fut par la suite démoli. Aujourd'hui, les plaines inondables environnantes conservent encore des vestiges de l'ancien village.
Administrativement, Doornik faisait partie de la commune de Bemmel jusqu’à la fusion de celle-ci avec Huissen et Gendt en 2001, formant ainsi la commune actuelle de Lingewaard.

## Domaine de Doornik

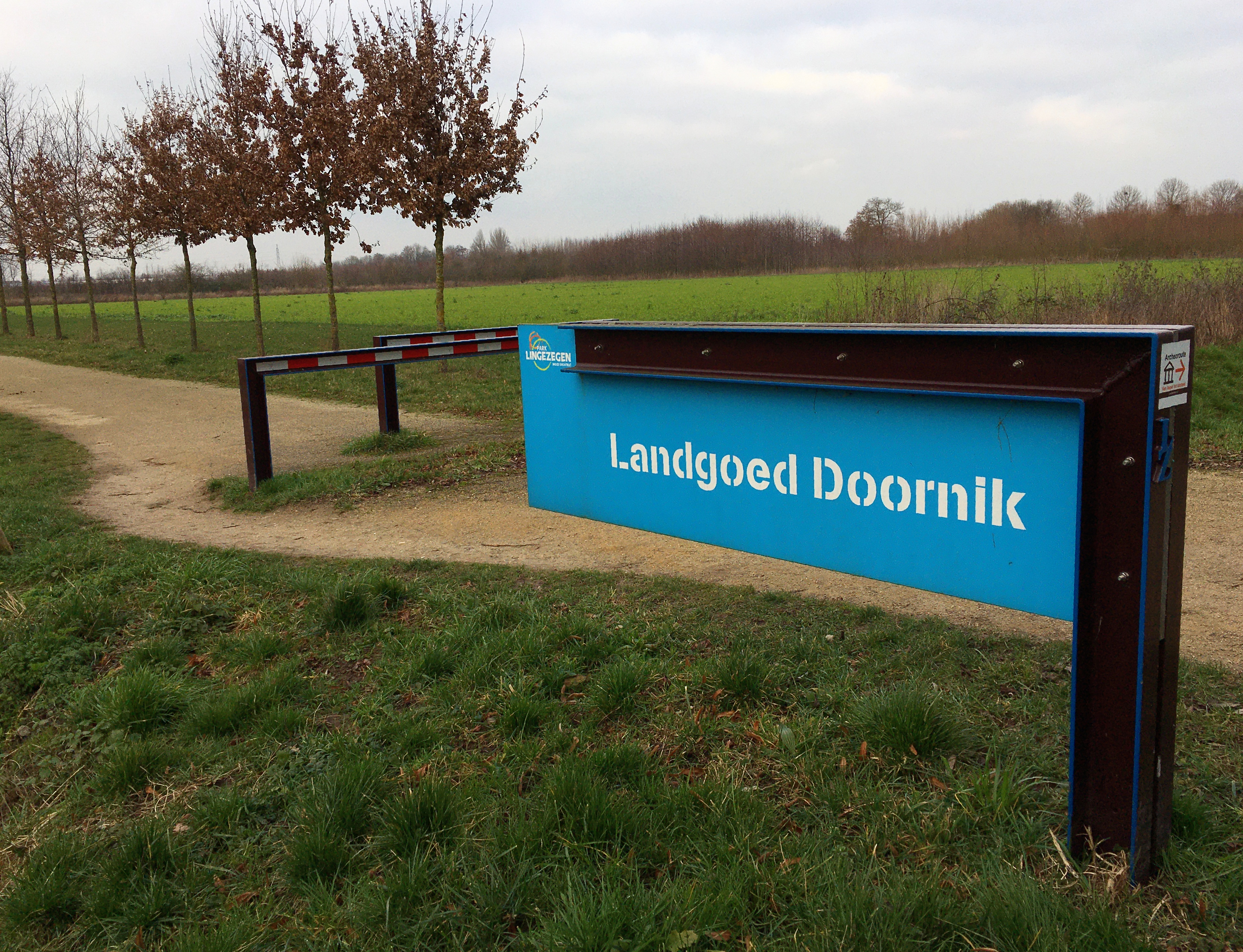
Panneau d'entrée du Landgoed Doornik dans le Parc Lingezegen.

Le domaine de Doornik est un espace naturel situé à proximité du hameau, intégré au Parc Lingezegen. Ce domaine est géré selon une approche combinant la vision arcadienne de la nature et la vision fonctionnelle de la nature. Il comprend des jardins-forêts, des champs naturels, d’anciens talus, un potager et une salle de classe en plein air.

### Flore
Le domaine joue un rôle central dans la préservation des plantes messicoles menacées. Des espèces rares telles que la renoncule des champs (Ranunculus arvensis) et le Mélampyre des champs (Melampyrum arvense) y ont été réintroduites avec succès. Une population naturelle du scandix peigne de Vénus (Scandix pecten-veneris) et de la dauphinelle des champs (Consolida regalis) s’y développe également grâce à une gestion écologique durable.
Les prairies du domaine présentent une végétation caractéristique des vallées fluviales, avec des espèces telles que le plantain moyen, la sauge des prés, la bugrane épineuse et la pimprenelle. Le domaine est traversé par le Ranitzpad, un chemin pavé entouré de végétation riche, où des espèces comme l'Ophrys abeille (Ophrys apifera) et l’Orchis négligé (Dactylorhiza praetermissa) poussent spontanément.

### Oiseaux
Le domaine de Doornik abrite une diversité notable d’oiseaux, particulièrement des passereaux comme la Fauvette grisette, le chardonneret élégant et la Linotte mélodieuse. Les paysages agricoles et naturels offrent également un habitat adapté à des espèces emblématiques telles que la Perdrix, le Bruant jaune et l'Alouette des champs.

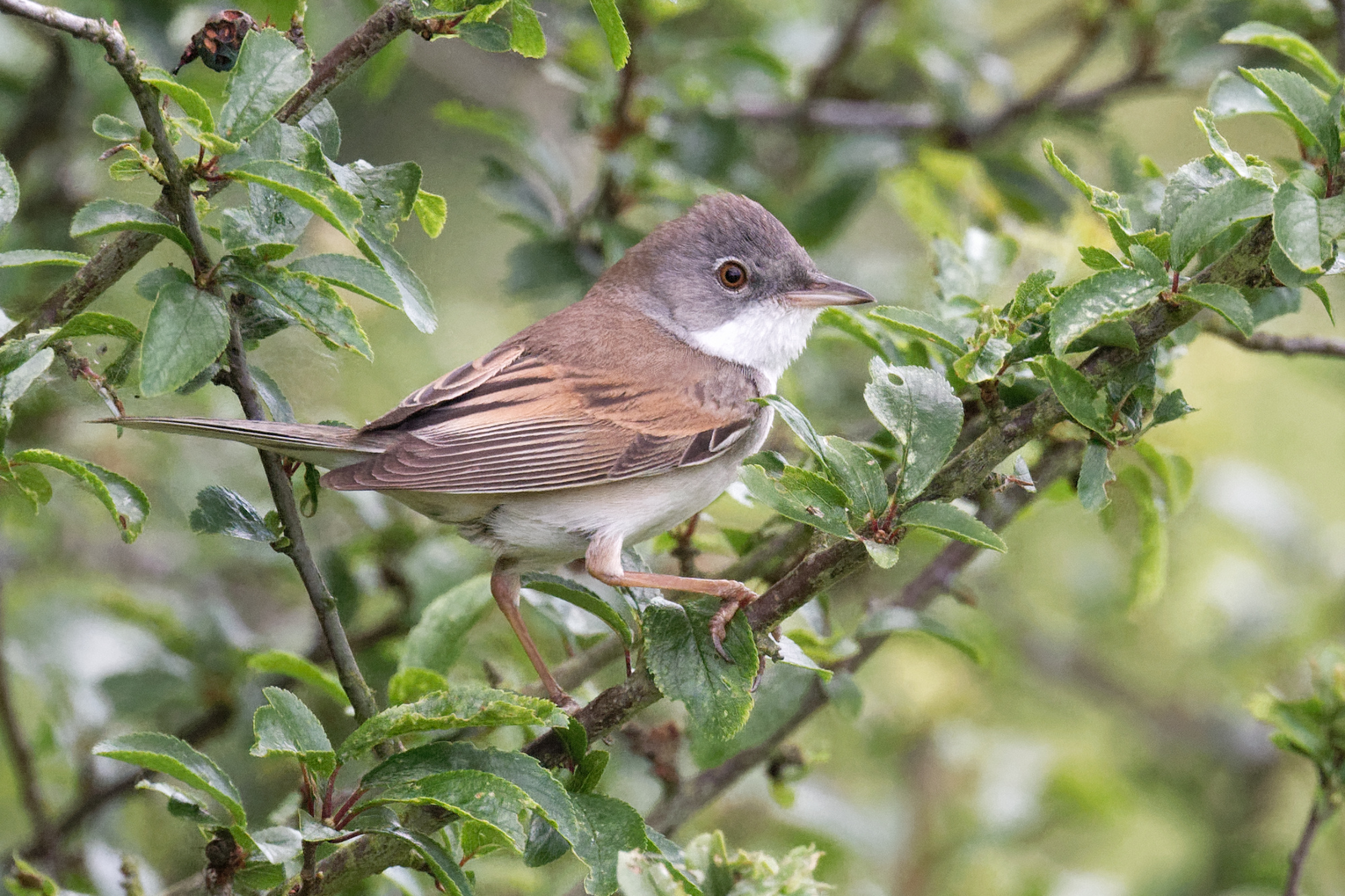
Fauvette grisette (mâle).
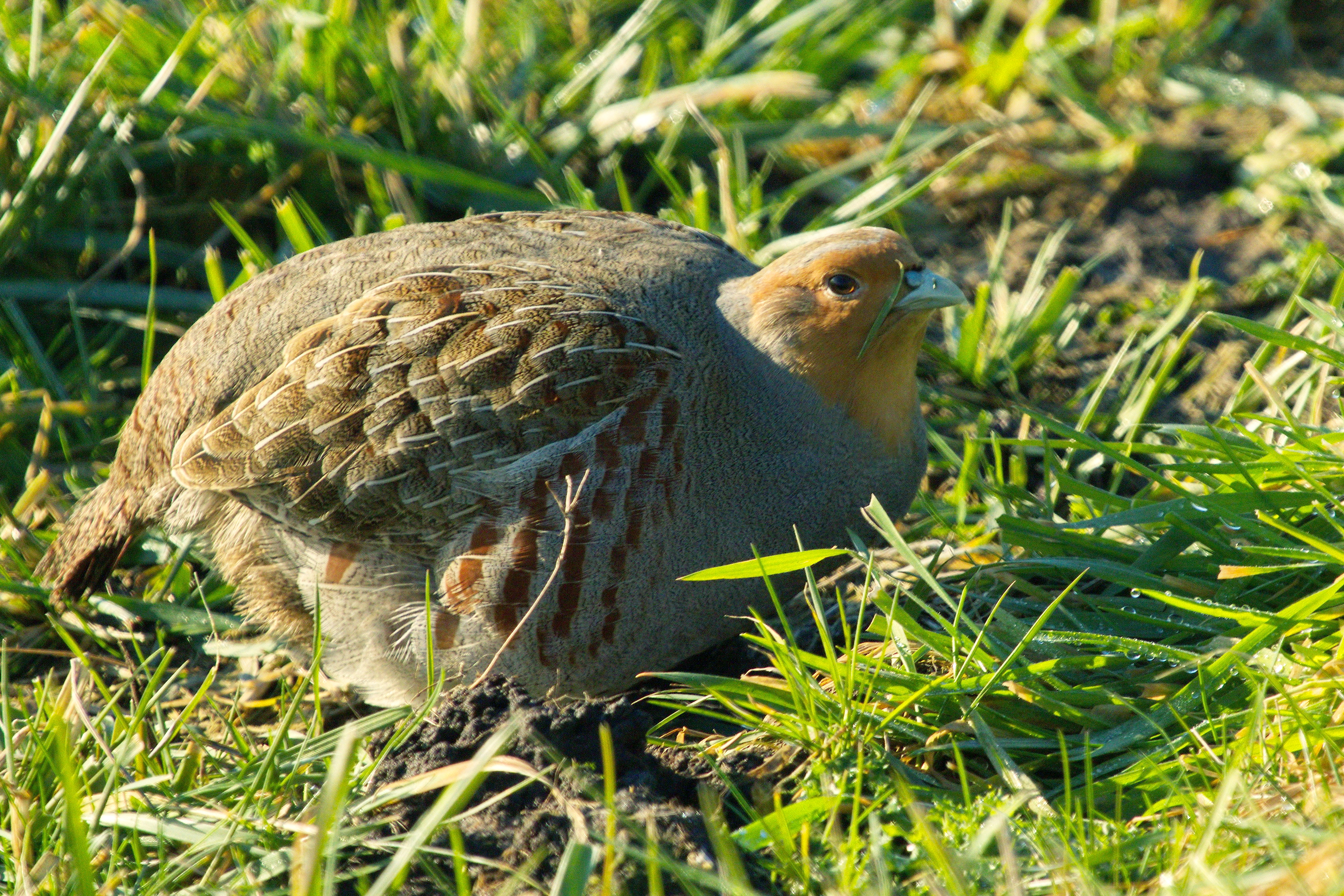
Perdrix (femelle).
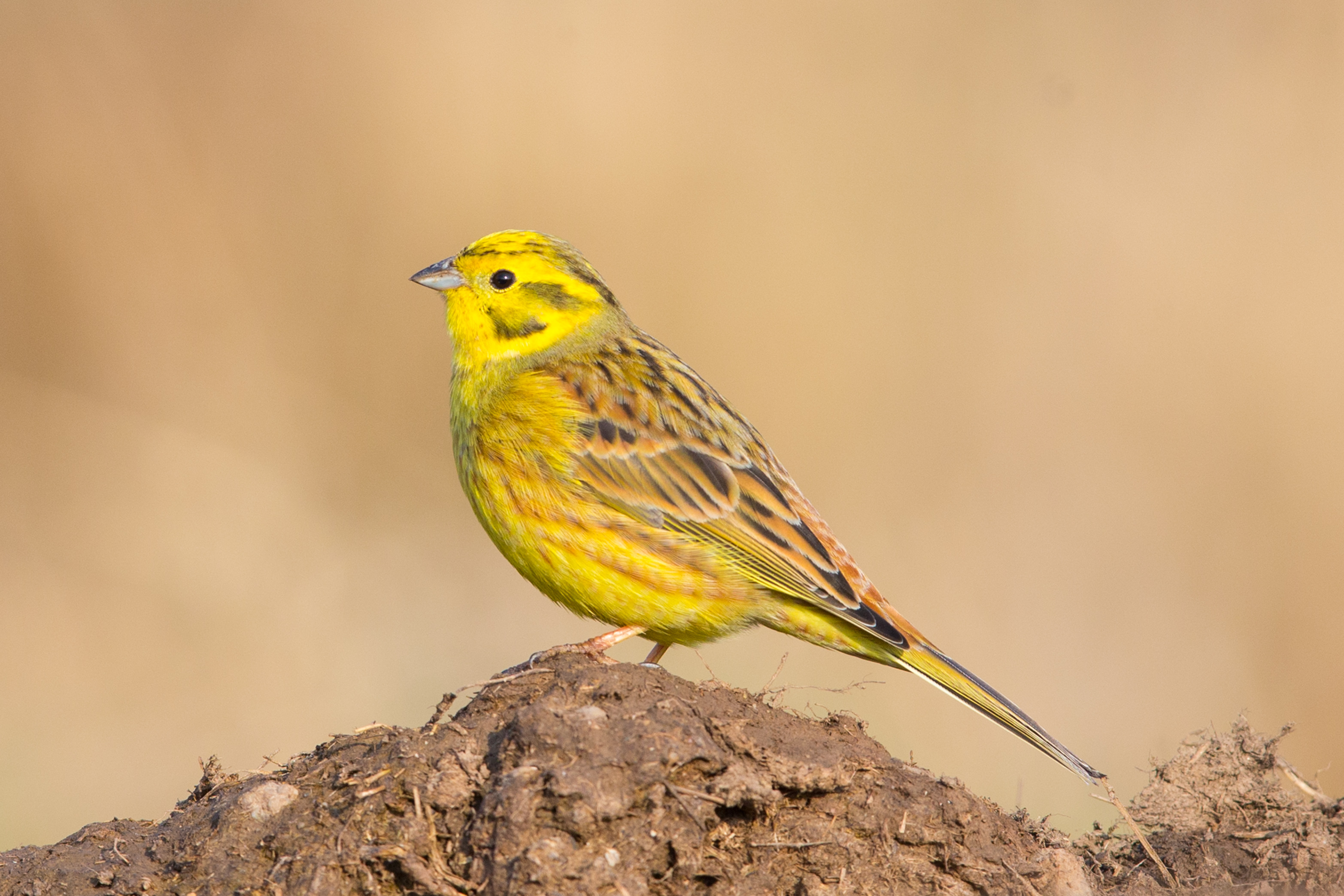
Bruant jaune (mâle).

## Images

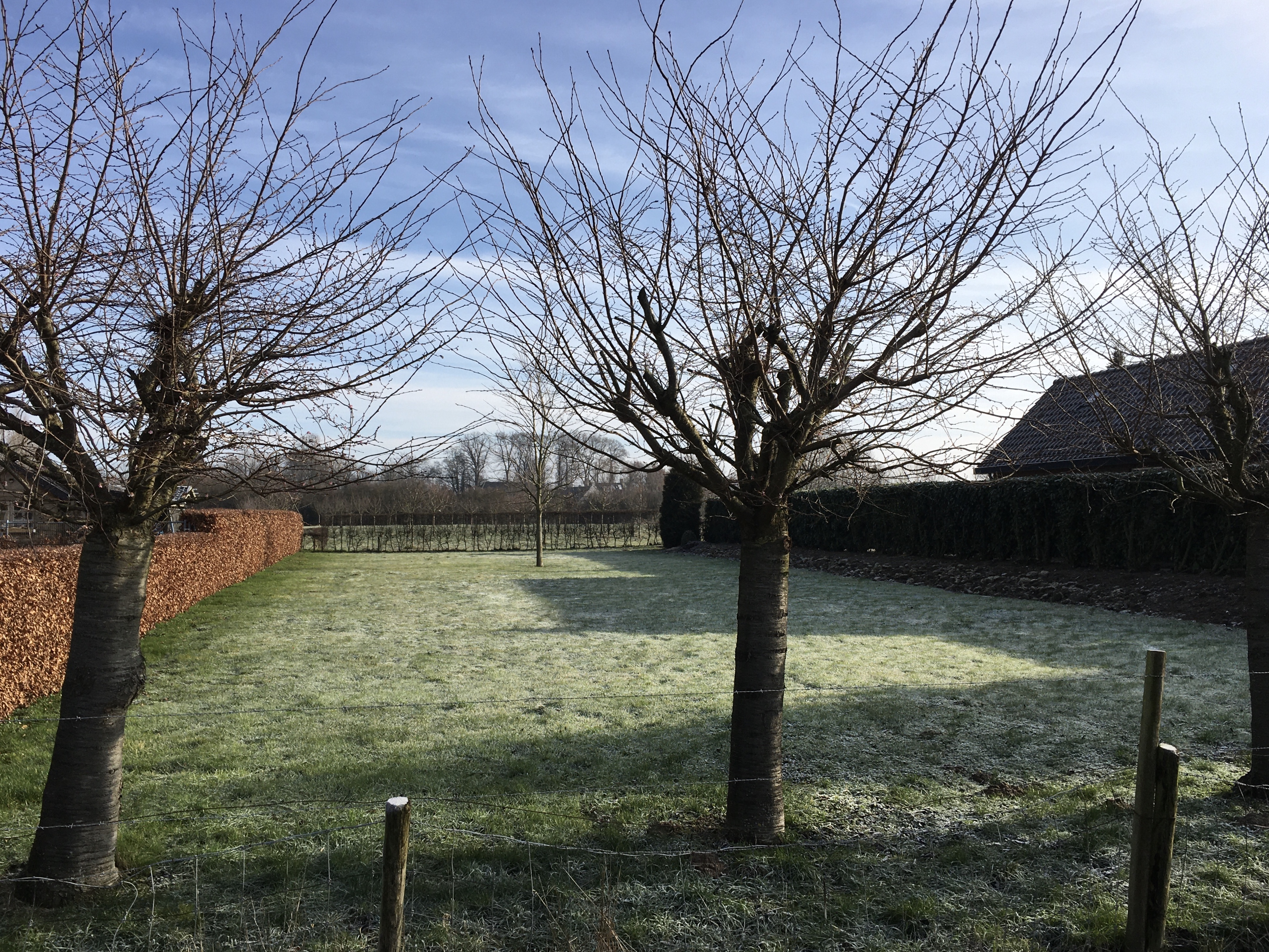
Vue depuis la Vossenpelssestraat.
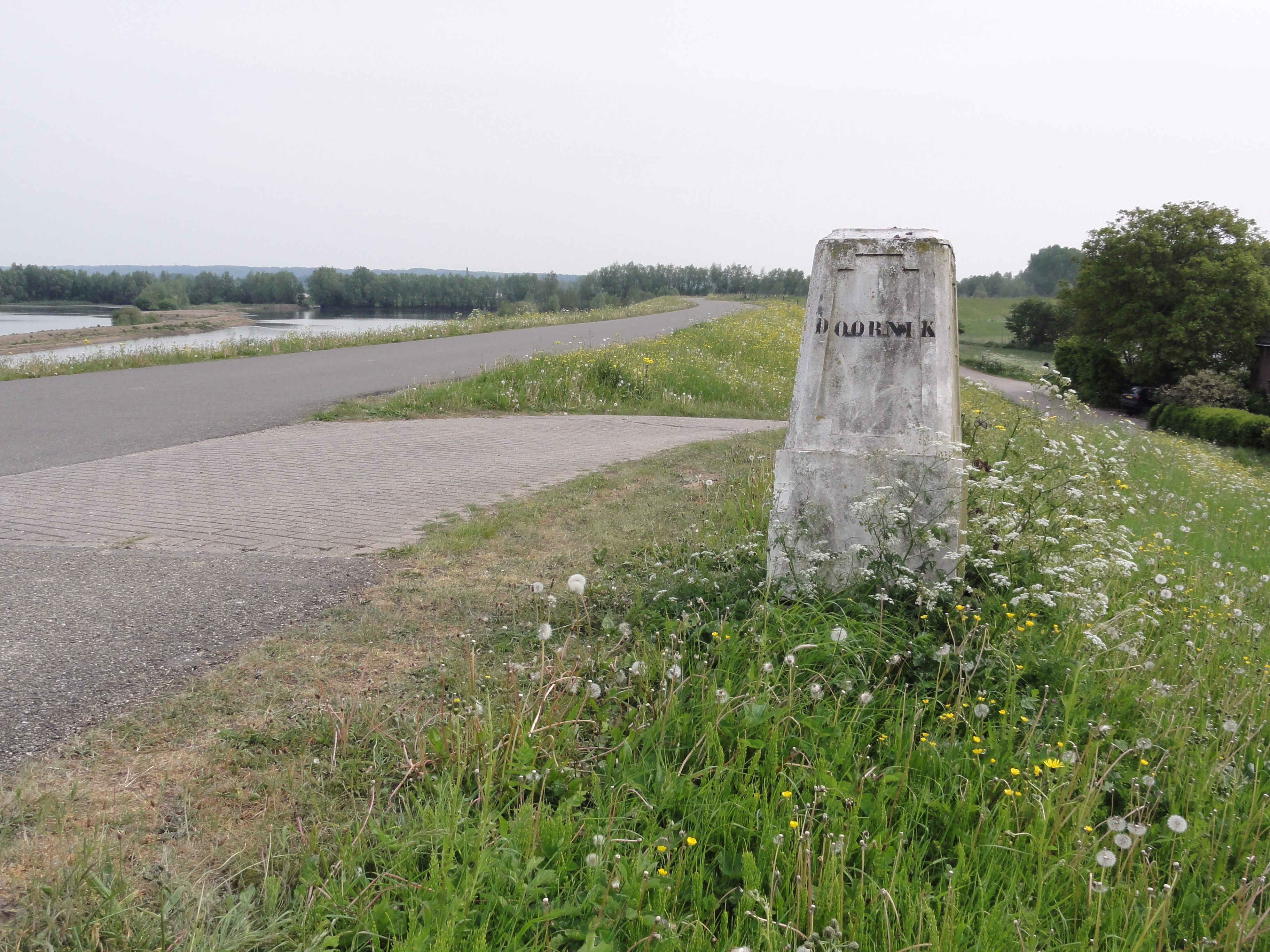
Ancienne poteau frontalier sur le Bemmelse Waaldijk.
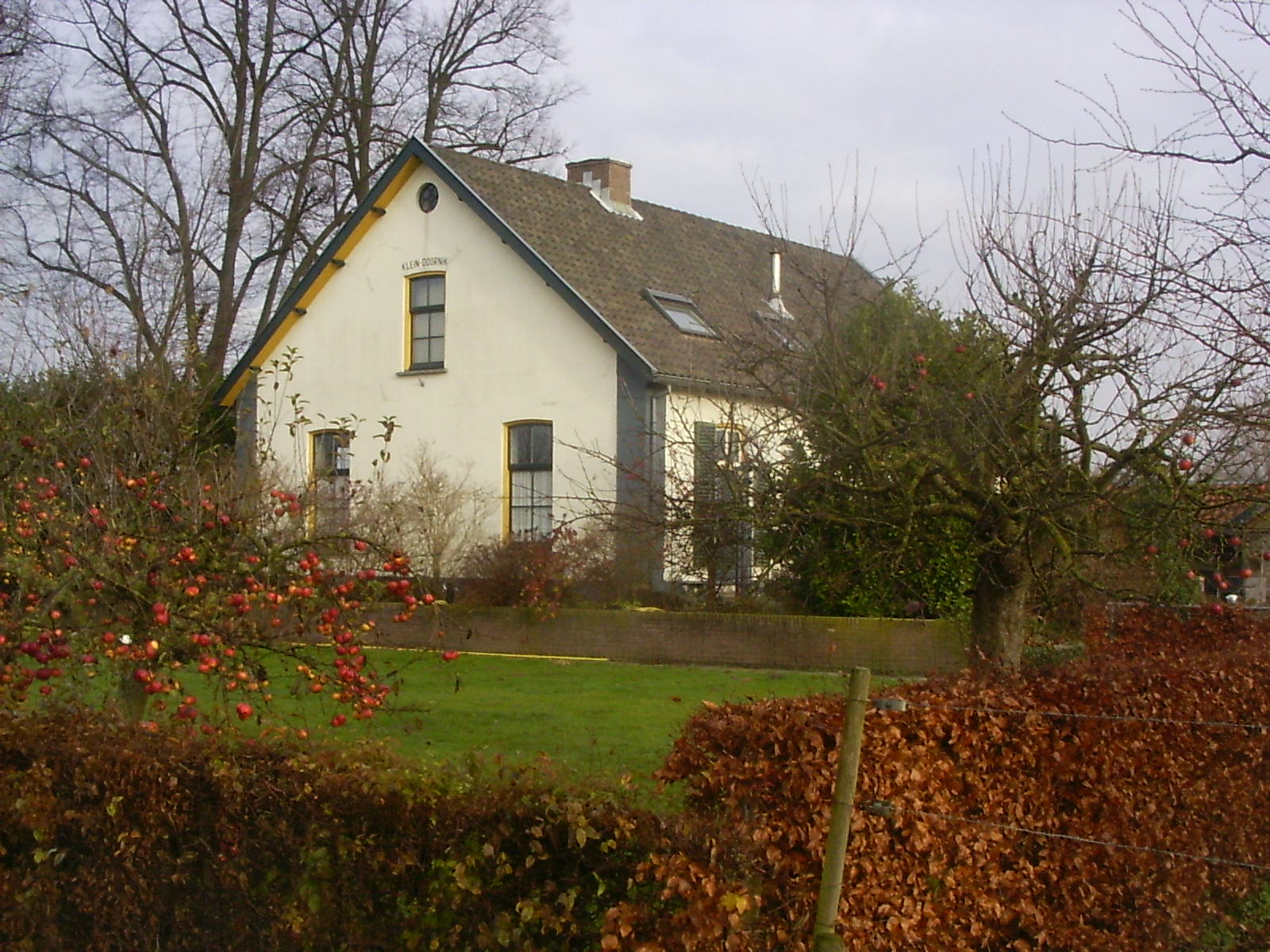
Maison communale de Klein-Doornik (1876).
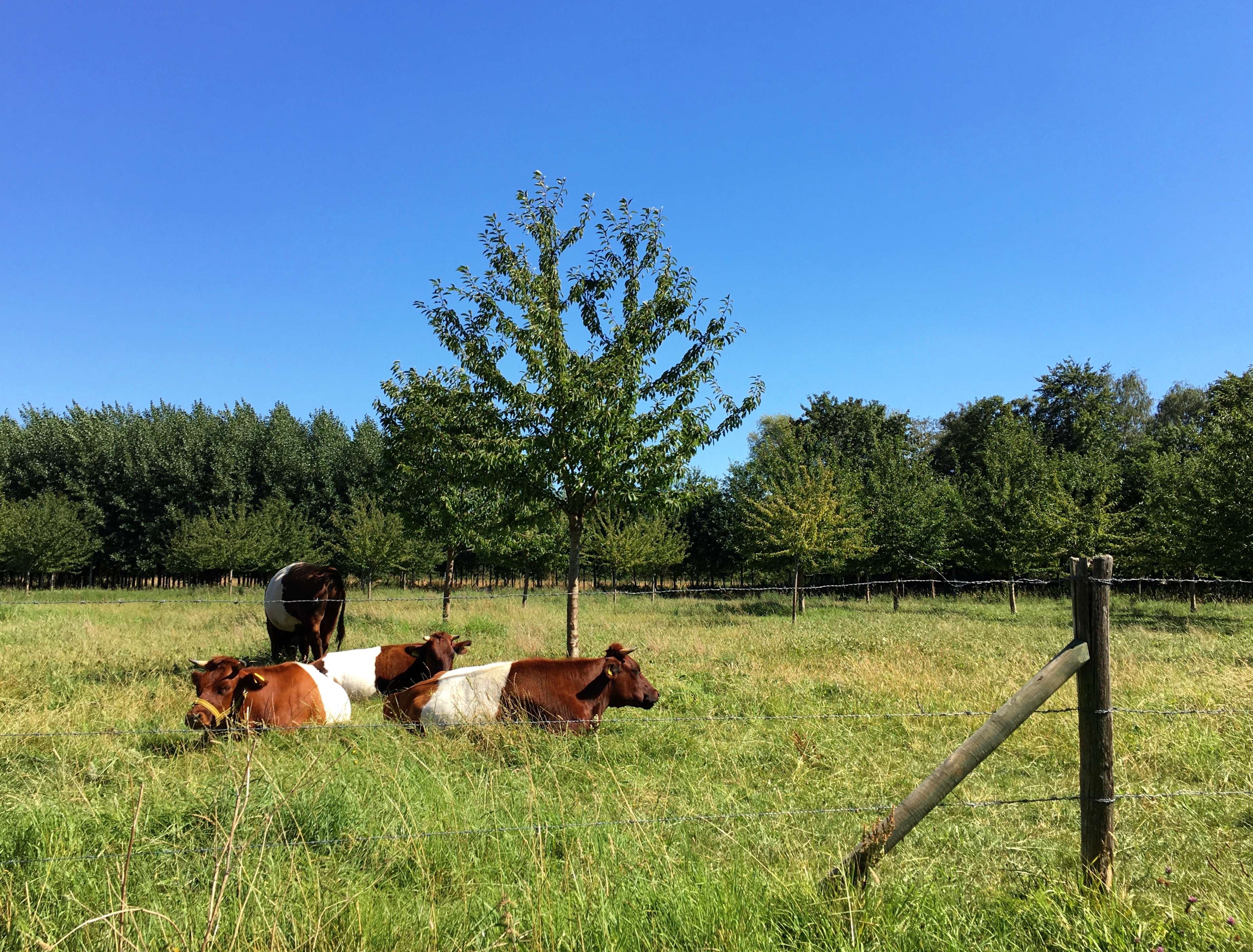
Lakenvelder sur le Domaine de Doornik.
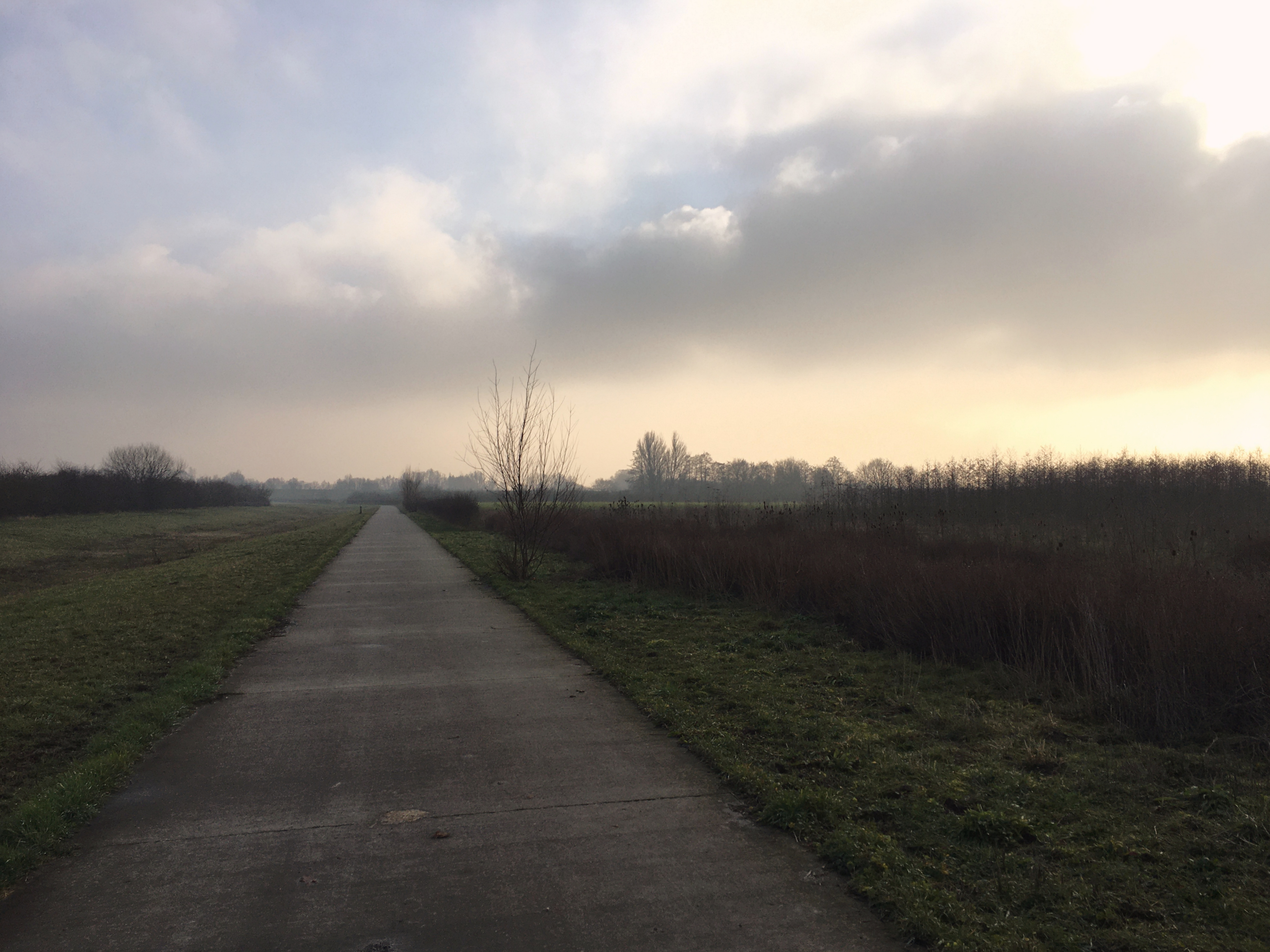
Le Ranitzpad (chemin pavé à travers le domaine).
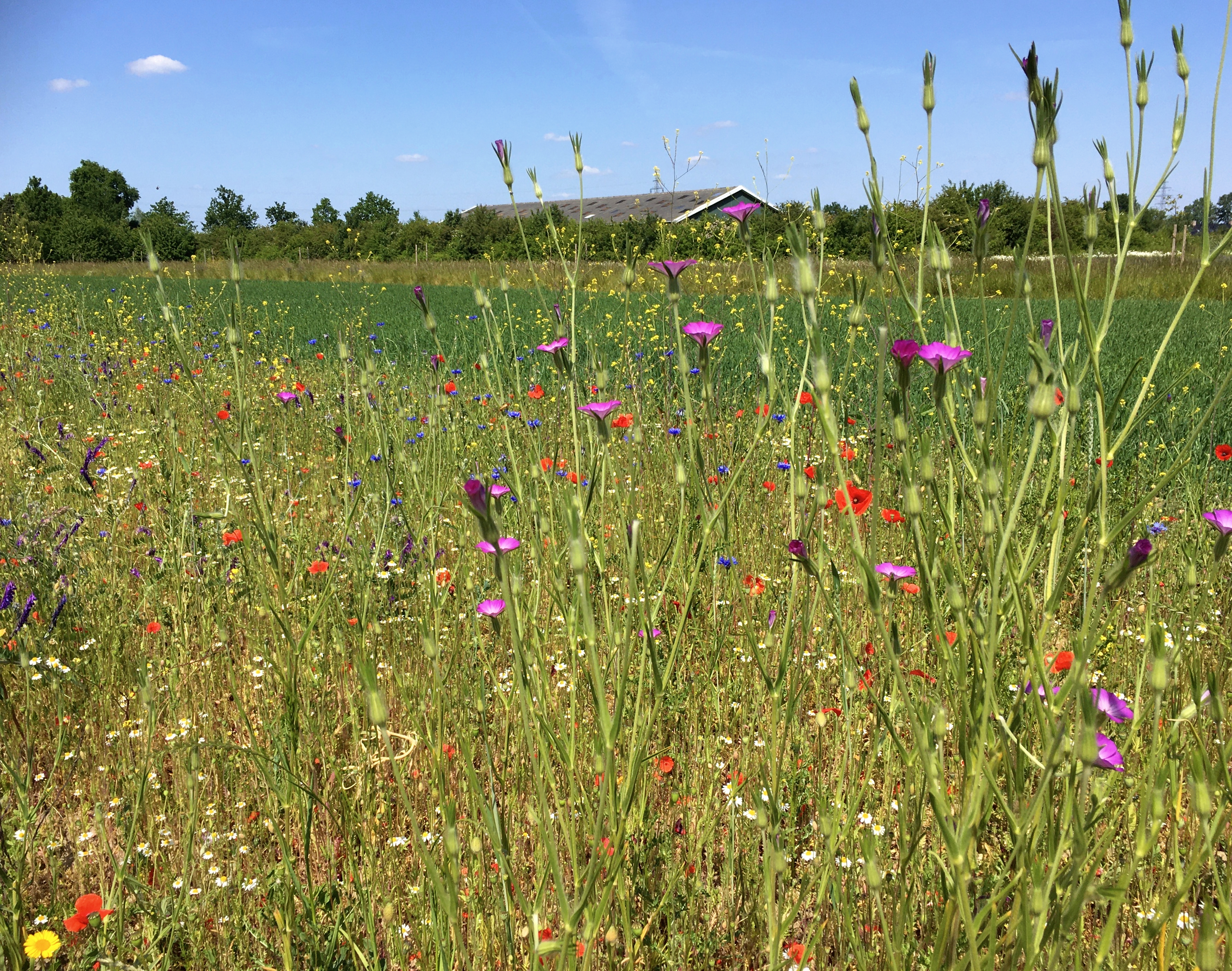
Bordure de terrain avec des Nielle des blés.

## Anecdote
Il n’existe aucun panneau officiel pour délimiter le hameau de Doornik. Toutefois, un panneau portant le nom de la rue Doornik est présent, bien qu’il ne désigne que cette rue et non l’ensemble du hameau.